# الكأس الدولية للأبطال 2018
الكأس الدولية للأبطال 2018 (بالإنجليزية: International Champions Cup)‏ وتعرف اختصارا 2018 ICC هي الدورة السادسة من البطولة الودية الدولية ستنطلق في 20 يوليو إلى غاية 11 أغسطس 2018، وستقام في كل من سنغافورة، الولايات المتحدة وعدة مدن أوروبية.

## الأندية المشاركة
| الدولة   | النادي           |
| -------- | ---------------- |
| إنجلترا  | آرسنال           |
| إنجلترا  | تشيلسي           |
| إنجلترا  | ليفربول          |
| إنجلترا  | مانشستر سيتي     |
| إنجلترا  | مانشستر يونايتد  |
| إنجلترا  | توتنهام هوتسبير  |
| فرنسا    | ليون             |
| فرنسا    | باريس سان جيرمان |
| ألمانيا  | بايرن ميونخ      |
| ألمانيا  | بروسيا دورتموند  |
| إيطاليا  | إنتر ميلانو      |
| إيطاليا  | يوفنتوس          |
| إيطاليا  | إي سي ميلان      |
| إيطاليا  | روما             |
| البرتغال | بنفيكا           |
| إسبانيا  | أتليتكو مدريد    |
| إسبانيا  | برشلونة          |
| إسبانيا  | ريال مدريد       |

## الأماكن

### سنغافورة
| كالانغ        | كالانغالكأس الدولية للأبطال 2018 (سنغافورة) |
| ------------- | ------------------------------------------- |
| الملعب الوطني | كالانغالكأس الدولية للأبطال 2018 (سنغافورة) |
| السعة: 55,000 | كالانغالكأس الدولية للأبطال 2018 (سنغافورة) |
|               | كالانغالكأس الدولية للأبطال 2018 (سنغافورة) |